# OSL
ОС Ельбрус (OSL)  — операційна система для процесорів архітектури Ельбрус 2000 (E2K) і Ельбрус-90мікро (SPARC), розроблена в МЦСТ на основі ядра Linux. Оригінальна архітектура E2K вимагає оригінальних механізмів управління перериваннями, процесами, віртуальною пам'яттю, сигналами, синхронізацією, тегованими обчисленнями — практично всіма основними механізмами ОС, у зв'язку з чим і був розроблений цей продукт. Версія, призначена для роботи в обчислювальному комплексі Ельбрус-3М1, називається ОС Ельбрус OSL_3M1.
OSL_3M1 підтримують роботу в режимі реального часу (РЧ). Для цього режиму розроблена власна реалізація POSIX-бібліотеки pthread для управління потоками обчислень та синхронізації.
В OSL_3M1 розроблені засоби підтримки захищених обчислень на основі тегованої архітектури Ельбрус 2000.
На замовлення Міністерства оборони РФ в ВНДІНС була створена адаптована версія дистрибутиву МСВС з використанням ядра OSL_3M1 — МСВС3М1, яка успішно пройшла випробування в листопаді 2007.
Має 2-й клас НСД і 2-й рівень контролю декларованих можливостей.